# Võiküla
Võiküla – wieś w Estonii, w prowincji Sarema, w gminie Muhu.